# Vlootvoogd

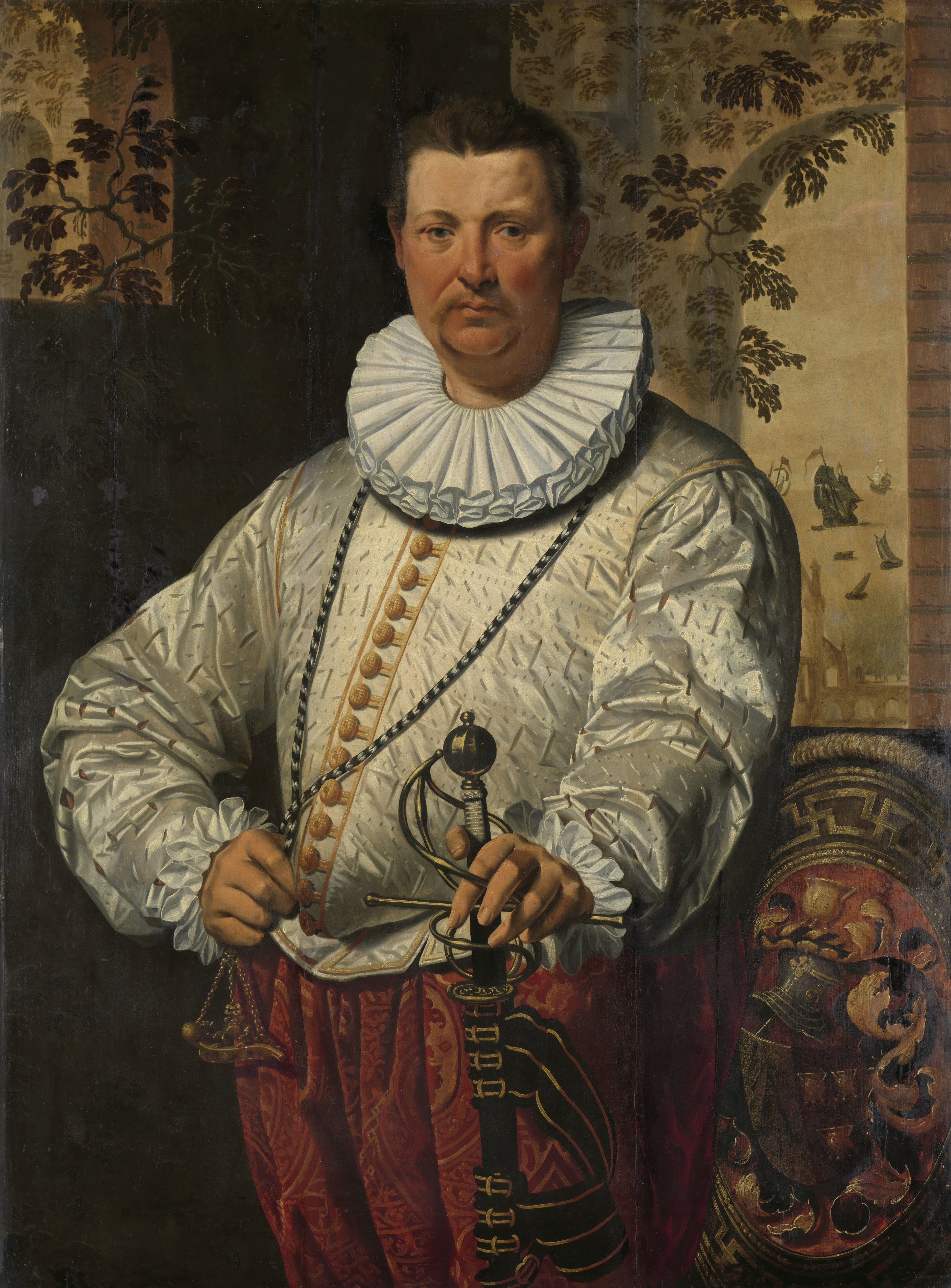
„Porträt eines holländischen Vlootvoogd“. Porträtgemälde (um 1590) im Reichsmuseum Amsterdam.

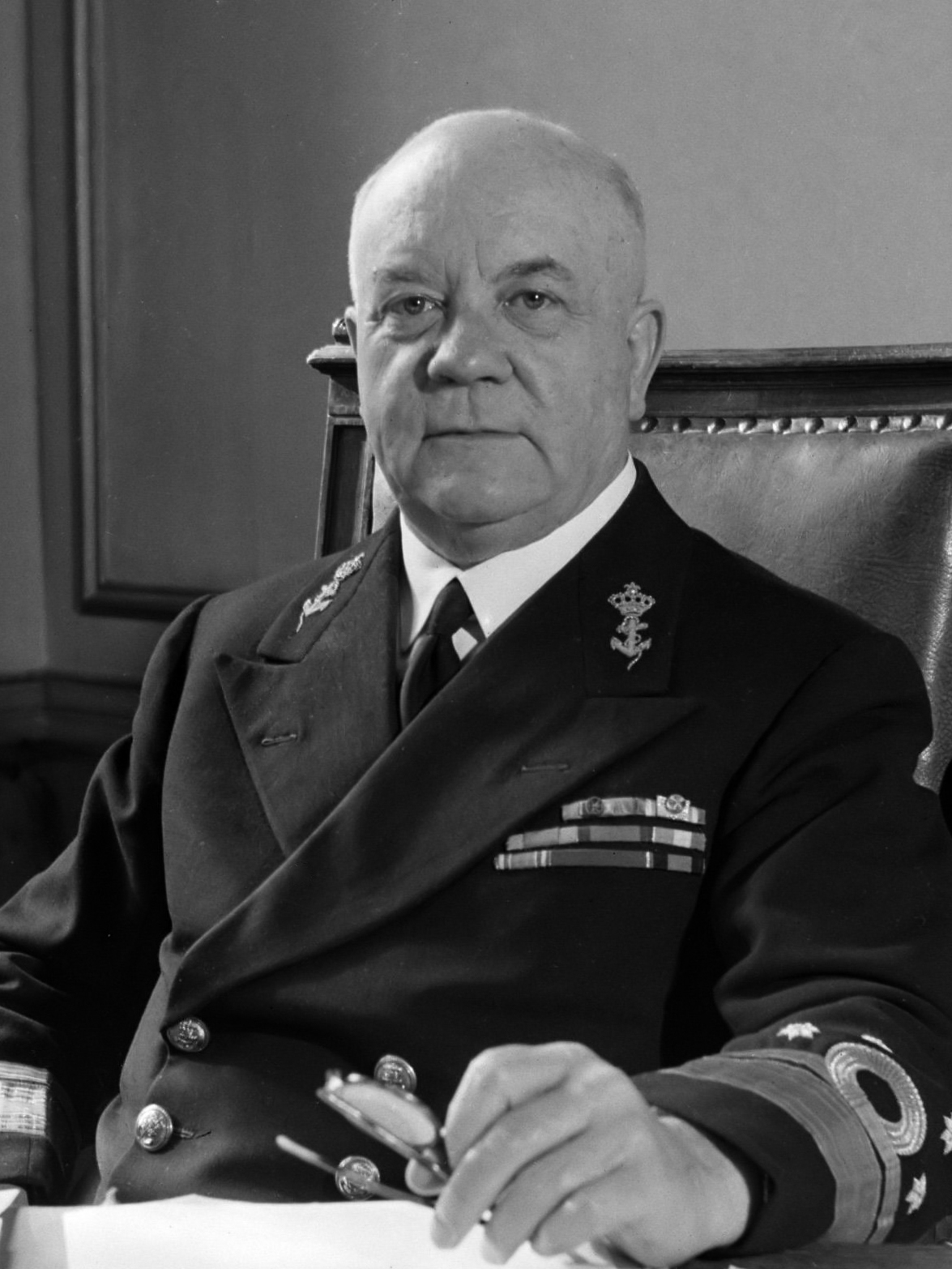
Vizeadmiral Helfrich war Vlootvoogd in Niederländisch-Ostindien

Vlootvoogd ([/ˈvloːt.foːxt/] ; deutsch wörtlich „Flotten-Vogt“ oder „Flottenwächter“) war im Niederländischen die volkstümliche Bezeichnung für den Kommandeur eines Verbands von Schiffen, also einen Flottenbefehlshaber.

## Geschichte
Die Bezeichnung hat ihren Ursprung im 16. Jahrhundert und bezieht sich auf die Funktion des Offiziers, der eine „Flotte“, gemeint war eine gewisse Anzahl von Schiffen, „überwacht“, also der die Verantwortung für die Führung des Flottenverbands hat.
Heute verwendet man für solch einen Flottenverband den Begriff eines Geschwaders. Dieses wird in der Regel durch einen Admiral mit dem Dienstgrad Vizeadmiral geführt. Im Deutschen wird diese Dienststellung zumeist als Kommodore bezeichnet.
Der Begriff Vlootvoogd war insbesondere zu Zeiten der Niederländischen Ostindien- und Westindien-Kompanie (VOC und WIC) im 17. und 18. Jahrhundert gebräuchlich. Als Vlootvoogd sehr bekannt, wenn nicht sogar berühmt, sind Jan van Brakel, Jan van Galen, Piet Hein, Egbert Kortenaer, Michiel de Ruyter, Cornelis Tromp,  Maarten Tromp und Witte de With.
Auch im 20. Jahrhundert wurde der Begriff noch verwendet, beispielsweise im Zweiten Weltkrieg für den Befehlshaber der Königlichen Marine in Niederländisch-Indien, Vizeadmiral Conrad Helfrich (Bild).